# 东门天后宫
29°12′16″N 121°57′55″E / 29.20444°N 121.96528°E
东门天后宫是浙江省象山县的一处天后宫建筑，位于石浦镇东门岛上。天后宫始建年代不详，现存建筑始建于清嘉庆二十四年，1988年重修。建筑坐北朝南，大殿、门楼、戏台有各种人物花鸟雕刻，为象山县境内保存最完整的天后宫。
2011年1月7日，东门天后宫被纳入第六批浙江省文物保护单位。